# Пітулов Панас Зіновійович
Панас Зіновійович Пітулов (17 січня 1913, село Новопольськ Єлабузького повіту Вятської губернії, тепер Можгинського району, Удмуртія, Російська Федерація — 25 жовтня 1996, Казахстан) — радянський казахський діяч, голова Джамбульського облвиконкому, голова Південно-Казахстанського крайвиконкому. Депутат Верховної ради Казахської РСР 6—8-го скликань.

## Життєпис
У 1937 році закінчив Московську сільськогосподарську академію імені Тімірязєва, вчений-агроном.
У 1937—1941 роках — викладач, керівник практики Владимирського сільськогосподарського технікуму Івановської області.
З 1941 по 1946 рік служив у Червоній армії, учасник німецько-радянської війни. Член ВКП(б) з 1943 року.
У 1946—1948 роках — агроном, директор підсобного господарства Поволзького фанерного заводу міста Зеленодольська Татарської АРСР.
У 1948—1949 роках — контролер представництва Ради у справах колгоспів при Раді міністрів СРСР по Татарській АРСР.
У 1949—1952 роках — заступник представника Ради у справах колгоспів при Раді міністрів СРСР по Пензенській області.
У 1952—1953 роках — представник Ради у справах колгоспів при Раді міністрів СРСР по Східно-Казахстанській області.
У 1953—1959 роках — секретар виконавчого комітету Східно-Казахстанської обласної ради депутатів трудящих; 1-й секретар Верхубинського районного комітету КП Казахстану Східно-Казахстанської області; завідувач відділу Східно-Казахстанського обласного комітету КП Казахстану.
У 1960—1961 роках — завідувач сільськогосподарського відділу Цілинного крайового комітету КП Казахстану.
У 1961 — травні 1962 року — 2-й секретар Цілиноградського обласного комітету КП Казахстану.
У травні 1962 — 1963 року — 2-й секретар Південно-Казахстанського крайового комітету КП Казахстану.
У 1963 — грудні 1964 року — голова виконавчого комітету Південно-Казахстанської крайової ради депутатів трудящих.
У грудні 1964 — 1975 року — голова виконавчого комітету Джамбульської обласної ради депутатів трудящих.
У 1975—1976 роках — начальник Управління кадрів Казахського республіканського об'єднання із продажу сільськогосподарської техніки, запасних частин, мінеральних добрив та інших матеріально-технічних засобів, організації ремонту та використання машин у колгоспах та радгоспах («Казсільгосптехніка»).
З 1976 року — персональний пенсіонер. Помер 25 жовтня 1996 року.

## Нагороди
- орден Жовтневої Революції
- орден Червоного Прапора
- орден Олександра Невського
- два ордени Вітчизняної війни І ст.
- три ордени Трудового Червоного Прапора
- орден Червоної Зірки
- медаль «За відвагу»
- медаль «За трудову доблесть»
- медалі